# Alfio Russo
Alfio Russo (Macchia di Giarre, 13 marzo 1902 – Roma, 5 ottobre 1976) è stato un giornalista italiano.

## Biografia
Alfio Russo nasce in un piccolo paese in provincia di Catania, Macchia di Giarre, nel 1902 e sin da giovane manifesta quello che è insito in molti siciliani ovvero il desiderio di evadere da una realtà confinata dalle onde marine e da una mentalità gattopardesca – questo termine avrà un profondo significato nella sua vita – per cercare spazi da esplorare e coltivare e rompere quel cerchio di staticità che caratterizzava, e ancora caratterizza, la mentalità siciliana.
Così, dopo aver terminato gli studi e scritto per un paio di giornali del capoluogo etneo, nel 1919 al termine della Grande Guerra si trasferisce a Roma dove nel 1921 entra quale redattore a "L'Epoca", giornale liberale creato da Tullio Giordana e tra il 1926 e il 1927 al "Lavoro d'Italia". Nel 1928 inizia la sua ascesa giornalistica con il trasferimento a Torino quale redattore alla "Stampa" allora diretto da Curzio Malaparte, per un quinquennio lavora in redazione fino al 1933 quando diventa inviato speciale prima a Malta, poi nel 1936 in Etiopia e infine nel 1938 in Jugoslavia dove rimane sino al 1941 anno in cui viene inviato sul fronte russo meridionale.
Nel 1943 si dimette dal giornale torinese e si ritira a Napoli dove riordina la serie di corrispondenze scritte nei Balcani (e che erano state censurate dal suo giornale) e pubblica il suo unico libro dal titolo "Rivoluzione in Jugoslavia".
Nel periodo che va dall'occupazione tedesca di Roma alla liberazione della città le sue idee lo portano ad avvicinarsi al gruppo liberale in fase di ricostruzione e a collaborare ai primi numeri di "Quaderni del Risorgimento Liberale" curati da Pannunzio, Brosio, Carandini, Cattani, Lupinacci e Libonati, gli uomini che faranno parte della dirigenza del nascente Partito Liberale. Quando nel giugno 1944 il periodico "Risorgimento Liberale" diventa quotidiano, Alfio Russo è chiamato a far parte della redazione che ha come redattore capo Michele Mottola.
Ma la sua permanenza al nuovo giornale è di brevissima durata. La fine della guerra ha lasciato la Sicilia libera ma nel caos politico e sociale e l'imprenditoria della parte orientale dell'isola avverte la necessità di farsi sentire e di comunicare attraverso un giornale di ispirazione liberale, così, alla fine del 1944, esce a Catania "La Sicilia" la cui direzione è affidata proprio ad Alfio Russo. Questa sua prima esperienza come direttore di un giornale dura meno di due anni ed è caratterizzata tra l'altro da vertenze e contrasti le cui origini risalgono agli stessi motivi per i quali anni prima aveva lasciato la Sicilia. Forte di questa prima esperienza e giurando a sé stesso che non avrebbe mai più diretto un giornale, riattraversa lo stretto per assumere a Roma il ruolo di redattore capo del "Risorgimento Liberale".
Ma è destino che le sue esperienze non debbano durare a lungo, nell'autunno del 1947 viene assunto dal "Corriere della Sera" come inviato speciale e successivamente quale corrispondente da Parigi.
Nel 1953, contravvenendo al suo giuramento, accetta di dirigere il quotidiano "La Nazione". È uno dei periodi più lunghi e proficui della sua attività presso lo stesso giornale, sotto la sua direzione "La Nazione" espande i suoi confini, il suo contenuto e la sua tiratura, tutti meriti che avranno un peso rilevante nel suo futuro quando nel 1961 la proprietà del "Corriere della Sera" decise di rimuovere il direttore in carica.
Il direttore del "Corriere", Mario Missiroli, era, secondo la proprietà e anche i suoi collaboratori, reo di una "gestione sonnacchiosa" che aveva lo scopo più di non turbare i sonni tranquilli dei suoi lettori (e principalmente proprietari) che quello di informare i lettori in merito alle trasformazioni che stavano avvenendo in seno alla società italiana e nel resto del mondo. Inoltre a Milano era stato appena fondato un nuovo giornale, "Il Giorno", che, sulla falsariga del giornalismo anglosassone, porgeva al lettore l'informazione istantanea e una narrazione dei fatti essenziale priva di retorica e ampollosità, caratteristiche queste invece del grande quotidiano nazionale. Questo nuovo stile aveva consentito alla testata di ottenere una rapida affermazione che cominciava in parte a oscurare la fama ma soprattutto il valore qualitativo del "Corriere".
La rosa dei candidati alla successione di Missiroli comprendeva i nomi di Luigi Barzini junior, Domenico Bartoli, Alfio Russo, Alfredo Signoretti, Giovanni Ansaldo Augusto Guerriero e Giovanni Spadolini. Tra questi Alfio Russo non sembrava quello che avesse più probabilità in quanto avendo sempre dedicato il suo impegno equamente alla redazione e alla scrittura, credendo più nel successo del giornale che al coronamento della sua vocazione, non spiccava per specifiche attitudini necessarie spesso per emergere anche se non indicative delle capacità globali. Ma le doti di Alfio Russo erano intrinseche al personaggio: la sua alta figura, la compostezza siciliana, la sua marcata personalità, la sua naturale attitudine al comando e la sua capacità di interloquire sia con la dirigenza sia con i suoi collaboratori ispiravano istintivamente un senso di fiducia e di rassicurazione che uniti ai successi ottenuti con "La Nazione" gli hanno consentito di elevarsi sugli altri concorrenti. Chi gli affidava un mandato si sentiva sicuro di una innovazione ma senza grandi stravolgimenti e i suoi collaboratori confidavano in un "nuovo e continuativo" rapporto. Al contrario si sbagliavano perché Alfio Russo non solo non era un immobilista ma possedeva le capacità di incidere e caratterizzare profondamente il suo lavoro. Non aveva timore di esporre e applicare le sue idee e quindi cambiava quasi sempre tutto e sempre in meglio. È stato paragonato a certi papi che insignificanti quali cardinali manifestano poi la loro marcata personalità appena assurgono alla sedia gestatoria "nel campo dell'editoria il Direttore del Corriere era considerato una sorta di papa del giornalismo".
Da Firenze alcuni giovani, che diventeranno giornalisti di prim'ordine, seguono Alfio Russo nella nuova avventura: Gianfranco Piazzesi, Giovanni Grazzini, Giuliano Zincone, Leonardo Vergani (scomparso poi prematuramente) e Giulia Borghese, la prima donna giornalista assunta al Corriere.
Così Alfio Russo, una volta entrato nella redazione di via Solferino, inizia subito a lasciare la sua impronta nel nuovo corso del giornale. Il primo settore investito dalla nuova rivoluzione è quello che da anni sonnecchia in un letargo compiacente - la Cronaca -, la affida a un giovane capace e ambizioso Franco Di Bella che si rivelerà uno straordinario capocronista e poi un ottimo direttore, tocca poi allo Sport dove contrappone allo strapotere di Gianni Brera, editorialista sportivo del Giorno, il giornalista Gianni Palumbo futuro direttore della "Gazzetta dello Sport".
Alto, elegante sempre in doppiopetto il "Siciliano", che dei siciliani non ha né l'aspetto né la mentalità, comanda con "fermo languore", come definì la sua gestione Roberto Ridolfi, la rivoluzione del suo giornale. La sua giornata comincia a mezzogiorno e dura fino alle due della mattina. Odia gli articoli prolissi (un siciliano anglosassone), e ama la sua stilografica, esercita la sua azione di comando con grande signorilità e umanità ed è per questo che la sua rivoluzione prosegue senza colpo ferire e indolore. Compie una serie di operazioni inimmaginabili prima di allora: modernizza la testata grafica suddividendo gli argomenti in maniera organica, istituisce pagine speciali per l'Agricoltura, la Donna, la Scienza, la Letteratura; coinvolge gli inviati nella fattura del giornale stanandoli dal loro dorato isolamento, stimola i corrispondenti per acquisire maggiori informazioni dai paesi e dai governi presso cui sono accreditati, assume nuovi giornalisti e collaboratori (Moravia, Cassola, Bo, Buzzati, Prandi e altri).
Sotto la sua direzione il corpo redazionale del Corriere è di centocinquanta giornalisti, cento collaboratori esterni e quasi cinquecento corrispondenti dall'Italia e dall'estero. Grazie alla quantità ma soprattutto alla qualità del suo staff promuove una serie di inchieste e di interviste impensabili sino ad allora. È storia la prima intervista concessa da un papa, Paolo VI, a un giornalista del Corriere, Cavallari. Il Corriere fornisce anche un'ampia copertura degli avvenimenti esteri, quando la Grecia, nel 1967, è rovesciata dal golpe dei colonnelli, il Corriere è l'unico giornale italiano a mandare sul posto un proprio inviato, Mario Cervi. Infine, il Corriere mantiene in pianta stabile in Vietnam Egisto Corradi, che invierà dall'Estremo Oriente memorabili corrispondenze.
Come è normale la qualità paga e per il Corriere è boom sia nella diffusione (solo il lunedì un aumento di centomila copie) sia nella pubblicità. L'apprezzamento che i lettori conferiscono al giornale è anche manifestato in occasione del disastro del Vajont (9 ottobre 1963) quando il Corriere lancia una sottoscrizione pubblica per aiutare le popolazioni rimaste senza casa. La sottoscrizione batte largamente quella indetta dalla televisione di Stato.
Impegnato a cambiare il giornale Alfio Russo non si accorge dei mutamenti soprattutto politici che stanno avvenendo non solo nella società ma anche, e principalmente, all'interno del gruppo da cui dipende la sua testata. O, probabilmente, se ne accorge ma fedele e coerente ai suoi ideali e in concordanza con il suo fermo carattere di liberale e innovatore, a dispetto del soprannome di gattopardo che gli viene affibbiato, non ne vuole assecondare i disegni. Paga pertanto la sua coerenza e il suo liberalismo non più in linea con l'evoluzione politica dei tempi. Sorprende in maniera evidente il soprannome assegnatogli di Gattopardo in quanto la sua azione riformatrice stride con il personaggio di Tomasi di Lampedusa, al punto che pur di non cambiare né lui opinione né il giornale politica, e quindi di cambiare per non cambiare, preferisce lasciare la poltrona di direttore.
Nel febbraio del 1968 Alfio Russo lascia la direzione del Corriere a Giovanni Spadolini.
Agli inizi degli anni settanta si trasferisce a Roma continuando a collaborare con il giornale nel quale aveva fatto la sua prima esperienza di direttore, La Sicilia.
Vecchio gentiluomo d'altri tempi non concesse né interviste né scrisse libri di memorie per raccontare il suo soggiorno in via Solferino. Probabilmente era consapevole che la storia e il tempo gli avrebbero reso giustizia per i chiari meriti. Come i grandi artisti che rimangono famosi anche solo per un'opera straordinaria, il lavoro svolto da Alfio Russo al Corriere rimarrà sempre negli annali perché la sua capacità, la sua visione del nuovo giornalismo e l'innovamento svolto sono tuttora la base del giornalismo nazionale.
Insignito nel 1962 dell'onorificenza di Grande Ufficiale e nel 1965 di Cavaliere di Gran Croce Alfio Russo si è spento a Roma nell'ottobre del 1976.
In un sintetico ritratto di colui che fu il primo innovatore del giornalismo nazionale è sufficiente citare quanto hanno scritto di lui, alla sua morte, alcune grandi firme del giornalismo italiano: "Un grande e onesto interprete del nostro tempo mai ligio al potere" (Indro Montanelli), "La fierezza di dimettersi" (Enrico Mattei), "Non vi capisco più" (Franco Di Bella), "Liberalismo aperto" (Giovanni Spadolini), "Inventò il giornalismo moderno senza tradire l'antico" (Gino Palumbo).
In suo ricordo è stato istituito a Giarre il premio Alfio Russo, giunto alla trentaseiesima edizione, quale riconoscimento per la funzione che il giornalismo colto esercita nel panorama della nostra informazione e che ha premiato finora la crema del giornalismo nazionale. 

## Riconoscimenti
Gli sono stati intitolati una via a Macchia, la frazione di Giarre che gli diede i natali, un premio internazionale di giornalismo e il circolo giarrese del Partito Democratico.